# Ștefan Mardare
Ștefan Adrian Mardare (Bákó, 1987. december 3. –)  román labdarúgó.

## Pályafutása
Az FCM Bacău akadémiáján nevelkedett, majd mindössze 18 évesen debütált a bajnokságban az FC Rapid București ellen. Ezután az FC Vaslui csapatába szerződött, ahonnan az út az FC Rapid București csapatába vezetett. 2011-ben a csapattal szerződést bontott és az átigazolási időszakban igent mondott a Debreceni VSC megkeresésére. 2007-ben az FC Steaua București és a Newcastle United FC is kereste, de végül egyik transfer sem jött létre.
A DVSC-ben nem tudott stabil csapattaggá válni, emiatt 2012. április 4-én szerződést bontott vele a Debrecen.

## Külső hivatkozások
- Adatlapja a soccerway.com oldalán
- Adatlapja az nso.hu oldalán
- Adatlapja a hlsz.hu oldalán

1. ↑  dvsc.hu: Stefan Mardare távozik a Lokitól[halott link], 2012. április 4.